# Bust reliquiari d'una santa verge
El Bust reliquiari d'una santa verge és una peça que originalment estaria destinada a complir la funció de reliquiari, avui dia es conserva al Museu Nacional d'Art de Catalunya (núm. cat. 005220-000).
El reliquiari adopta la forma antropomorfa d'una dona jove, és de fusta de roure i està realitzat a partir de l'assemblatge de diferents peces. Actualment ha perdut el color però estaria policromat a l'origen. Probablement es va fer al primer quart del segle xvi, en un dels tallers dels Països Baixos, en ple context d'efervescència artística del renaixement nòrdic.
De la documentació que ens ha arribat vinculada al reliquiari poc se'n pot saber sobre l'origen de la peça. A això se sumen la pèrdua de les relíquies i la descontextualització del lloc original i comporta la pèrdua d'informació. Tampoc no tenim constància de documentació que certifiqui la identificació de la santa, el taller, el comitent o la funció que va complir.
Tot i això, les investigacions dels darrers anys ho han comprès dins d'un grup de bustos reliquiaris -en total una mica menys d'una trentena- d'anàlogues característiques estilístiques, materials, tècniques i constructives. Aquestes consideracions han fet especular que tots ells serien emesos des d'un mateix taller flamenc, i que van ser destinats a diferents llocs d'Espanya. Recentment s'ha hipotetitzat que els bustos van ser creats al taller bruselenc dels Borman, i que van pertànyer a alts càrrecs de l'entorn de Carles V.
Dins del conjunt, en els casos en què els bustos s'han pogut identificar iconogràficament, s'ha vist que representen les màrtirs del seguici de Santa Úrsula. Tot i això, aquest del MNAC no porta atributs característics que ho confirmin de manera definitiva.
En tot cas, el reliquiari que ens ocupa és un testimoni de l'afany devocional de la recol·lecció de relíquies del segle XVI. Tant les relíquies com el recipient sofisticat en què es van dipositar demostren el poder de qui el posseïa; parlem d´un poder social i econòmic, però també és una mostra de l'exaltació pietosa i devocional del comitent. Paral·lelament, es va optar per fer l'encàrrec a un taller de qualitat perquè l'alt valor del contingut dipositat es traduís al recipient exterior: un sofisticat bust reliquiari de fina tècnica i aparença luxosa.

## Descripció
L'objecte litúrgic antropomorf representa el bust d'una dona de llarga cabellera i vestit ric. És de fusta vista, estaria policromat, però avui s'ha perdut el color. Les relíquies anirien guardades a la part posterior del cap, actualment està decapada. La peça es construeix a partir de l'acoblament de diverses peces de fusta de roure, actualment es conserven deu peces i 12 espigues de reforç,segons l'anàlisi d'Emilio Ruiz de Arcaute, tindria a més dues peces laterals més i el registre realitzat per fragments encolats, avui perduts.
Estilísticament parlant manifesta una barreja entre la pervivència de l'herència gòtica i la introducció de les innovacions renaixentistes. De caràcter una mica frontal i simètric, fa la impressió de certa rigidesa; tanmateix, la dolçor de la cara arrodonida, els llavis entreoberts i els ulls esquinçats ens demostren una fesomia que tendeix a la individualització pròpiament renaixentista.
En aquesta línia dinnovació estilística es comprèn també la preocupació pel realisme en els detalls. La dona porta una riquíssima vestidura seguint la moda de la cort borgonyona del segle XVI. Sobre una camisa se cenyeix al cos un vestit de mànigues bullonades, és d'escot quadrat a la part del pit i de forma de cor a l'espasa. El luxe es remarca encara més mitjançant uns adorns que serien més vistosos i sumptuosos amb la policromia. L'ornamentació la componen els fermalls florals del vestit, la rematada de pedreria a l'escot, els braçalets de pedreria de les mànigues, i una cadena amb un dit romboïdal i amb detall floral. Veiem el mateix refinament al pentinat, es tracta d'un recollit amb trenes que envolten el cap, aquestes es recolzen sobre una diadema que culmina en un llaç. Per la part frontal cauen dues trenes paral·leles emmarcant el rostre, i per la part del darrere cauen dos flocs ondulats simètrics.
La individualització del rostre i l'atenció al realisme han portat a Lucía Lahoz (observant altres bustos reliquiaris associats al conjunt, conservats al Museo Diocesano de Arte Sacro de Vitoria) a parlar de la “retratística en toda regla”. En un moment en què el retrat es generalitza com a gènere, ajuda a la individualització celeste del sant i evoca la seva presència terrestre.
En algunes fotografies, així com al dibuix del catàleg de 1936 editat per la Junta de Museus de Catalunya, si observa que el bust tindria una peanya. Va entrar amb ell al museu, però actualment s'ha perdut. A les fotografies de les fitxes històriques del museu s'aprecia una base poligonal de fusta, d'estil gòtic tardà. Té al centre una sèrie d'arcs acanalats entre contraforts, ia la part superior un registre de denticles sota una cornisa.

## Història de la peça
Les primeres notícies de la peça ja són d'inicis del segle xx. El 1932 la Junta de Museus compra tota la col·lecció de Lluís Plandiura i Pou, eentre les peces comprades hi ha el bust reliquiari que tractem i un altre atribuït al mateix taller dels Borman (núm. cat. 005224-000). Un any abans el 1931 l'Ajuntament de Barcelona va cedir a la Junta de Museus el Palau de Montjuïc per a les col·leccions d'art medieval i modern, on es van destinar les dues peces. El museu es va inaugurar el novembre del 1934 i el seu primer catàleg del 1936 inclou la nostra peça. El mateix any va esclatar la Guerra Civil i les peces de la col·lecció van ser traslladades a Olot per salvaguardar-les.
Emilio Ruíz de Arcaute va trobar entre la documentació personal del col·leccionista (conservada a l'Arxiu Històric de la Ciutat de Barcelona) un document que podria fer referència a la compra que fa Plandiura d'aquest bust. El 15 de marzo de 1920 compró en San Sebastián, en el anticuario de José Cruz, “un busto de una mujer del siglo XV”. A ello se suma una carta, del 6 de julio de 1921, que Plandiura recibe del anticuario. En él se especifica que el busto fue comprado anteriormente a un carpintero de Zarautz. A partir de aquí la historia de la pieza se desvanece.
Entre el 19 de setembre del 2019 i el 26 de gener del 2020 va estar a l'exposició Borman en Zonen. De Beste Beeldsnijders al Museum Leuven de Lovaina, en una primera retrospectiva que s'ha fet de la nissaga familiar dels Borman.

## Teories sobre l'origen, l'encàrrec i l'ús
Ja hem indicat que no hi ha cap constància documental de l'origen de la peça. Al principi es va creure que era de procedència hispànica, així, al primer catàleg del MNAC de 1936, apareix com a “talla castellana”. En les investigacions de les darreres dècades la procedència castellana es descarta i s'ha posat el focus en centres artístics més del nord dels Països Baixos. També s'ha especulat amb Colònia, en relació amb la procedència de les relíquies, encara que actualment es descarta.
Mancant els testimonis documentals que ho certifiquin, les hipòtesis que tracen la trajectòria de la peça es basen en els bustos que es creu que haurien sortit del mateix taller en un mateix període. Alguns d'aquests reliquiaris conserven la documentació que permet desglossar informació sobre la procedència i la comissió, a partir d'aquestes dades s'ha arribat a una sèrie de conclusions.
Emilio Ruiz de Arcaute ha publicat una sèrie d'investigacions en aquest sentit, concloent en una tesi publicada el 2020. Estudia y pone en relación una treintena de bustos relicarios -entre ellos el que nos ocupa- y se da cuenta de que en los casos que existe documentación, ésta afirma que los relicarios pertenecieron a personajes del entorno Carlos V. Sabem a més que la majoria va acompanyar l'emperador en diversos viatges per Europa i que van parar a Colònia. Certament, Colònia és la ciutat on la tradició indica que van martiritzar el seguici de Santa Úrsula, i per tant, és el lloc d'on procedeixen les relíquies de les màrtirs. Està constatat a les fonts que l'emperador i els respectius acompanyants van parar a la ciutat alemanya primerament en el viatge de la coronació d'Aquisgrà a l'octubre de 1520, i més tard quan anaven a laDieta de Worms, per a després dirigir-se a Brussel·les el 1521.
Ruiz de Arcaute parteix d'un testimoni de validació de les relíquies i reliquiaris, redactat en llatí pel notari apostòlic Gabriel Calderón, complint la demanda de Francisco de los Cobos i Fray Rochero. S'escriu en dos moments: un a Colònia el 9 de juny del 1521 quan s'adquireixen les relíquies, i un altre a Brussel·les el 10 de març del 1522 quan es finalitzen els reliquiaris. El document fa referència als bustos reliquiaris que es conservaven a la Sacra Capella del Salvador d'Úbeda.
Aquest document és la peça clau que ha portat l'investigador a especular les conclusions que es resumeixen a les línies següents. Els reliquiaris van ser recollits pels membres de l'entorn de l'emperador en algun dels viatges a Colònia (entre octubre i novembre de 1520 o juny de 1521). Els bustos reliquiaris van ser encarregats al voltant d'aquestes dates a Brussel·les, abans que tornessin d'aquesta ciutat el maig de 1522. El curt període i el volum del treball, així com l'alta qualitat de les peces, van haver de requerir el treball de un taller important. Tot això porta Ruiz de Arcaute a l'atribució de la reconeguda nissaga dels Borman. I finalment, que la relació formal entre els bustos del conjunt fa que aquesta atribució remeti a totes les peces, inclosa la que tenim entre mans. Según su hipótesis, los bustos coinciden estilísticamente con las esculturas de los Borman, y añade que si las fechas fuesen correctas, serían producidos por alguno de los talleres de la tercera generación de la saga familiar (quizás en colaboración entre ambos): Pasquier Borman y Jan III.
Els Borman van ser una família d'escultors innovadors al panorama artístic flamenc gòtic tardà i renaixentista. Les diferents generacions van treballar des de mitjans del segle XV fins a finals del XVI, primer amb taller a Lovaina i després a Brussel·les. Van tenir gran fortuna en la retablística produïda en sèrie, encara que també van treballar en grans encàrrecs per a les corts de Malinas i Brussel·les.
De tota manera, Lucía Lahoz adverteix que, encara que el grau d'execució de les peces del suposat taller de Bruselas “lo convierte en uno de los mejores talleres destacados de su tiempo”, en realidad en la documentación que actualmente conservamos en ningún momento se dice que fueron realizados por algún miembro de los Borman.
Pel que fa al possible destí i ús del bust reliquiari, les hipòtesis també es plantegen partint del que es coneix dels altres bustos reliquiaris. Davant del generalitzat desconeixement de la procedència dels bustos del conjunt, es coneixen més els amos i l'ús que els van donar. En casos com el nostre en què la peça ha passat pel mercat i per mans de col·leccionistes, la funció i el lloc que va ocupar es desconeixen del tot. No obstant això, en els casos en què els bustos s'han conservat a esglésies, museus oa la col·lecció familiar, s'ha pogut rastrejar el seu passat. Així, s'ha vist que els personatges de l'entorn de Carles V van destinar els reliquiaris a oratoris privats o altres capelles i fundacions de la família.

## Iconografia
La descontextualització i la manca de documentació complica de la mateixa manera la identificació iconogràfica. La condició de reliquiari deixa clar que és la representació d'una santa. Però repetim que en el nostre cas no hi ha cap evidència escrita que confirmi la iconografia, ni tampoc el bust porta atributs que concloguin en un desxiframent definitiu.
Tot i això, si seguim la hipòtesi de Ruiz d'Arcaute, representaria una de les Onze Mil Verges martiritzades a Colònia quan estaven tornant de Roma. Acompanyaven la princesa britànica Úrsula en el vot de pelegrinatge que va prometre complir abans del casament amb un príncep pagà. La tradició situa la llegenda en la invasió dels huns amb el rei Àtila, encara que també es documenten variacions de la llegenda en èpoques anteriors a l'Imperi romà, en temps de Maximilià i de Dioclecià al segle III. Al segle IX-X el culte es va consolidant, i la difusió definitiva de la llegenda per Europa es dona amb la Llegenda àuria (entre 1263 i 1274) de Santiago de la Voràgine, si bé hi ha textos anteriors. Amb relació a l'expansió del culte, les primeres relíquies d'aquestes màrtirs que van circular per Espanya van ser portades des de Colònia en 1223 per l'abat Don Pedro i com a encàrrec de [Fernando III de Castella|Fernando III]. Al segle XVI hi ha un increment d'enviaments d'aquestes relíquies des de Colònia, i l'elevació imperial de Carles V hi va tenir un paper important.
En aquest sentit, el bust reliquiari va ser una tipologia predilecta a l'hora d'albergar les relíquies del seguici, encara que aquesta solució tipològica també es fa servir per a relíquies d'altres sants. Atenent el que exposa Ruiz de Arcaute, en aquest cas -i en el conjunt en general- la riquesa de les vestidures coincideix iconogràficament amb les acompanyants de Santa Úrsula perquè pertanyien a la cort, l'anacronisme de la vestidura i els pentinats no serien sinó una manera d'adaptar-les a la moda cortesana del moment, així com fer-les més comprensibles.